# ألمانيا الكبرى

سكان الاتحاد الألماني في عام 1848، حسب البلد.

تم وصف الحل الألماني الكبير للمسألة الألمانية بأنه نموذج لدولة قومية ألمانية نوقشت في الجمعية الوطنية في فرانكفورت في عام 1848، لكنه رفض، بما في ذلك وتحت قيادة الإمبراطورية النمساوية. لقد تعارض ذلك مع الحل الألماني الصغير الذي تم تبنيه أخيرًا والذي وضع جميع أعضاء الاتحاد الألماني، باستثناء النمسا، تحت الهيمنة البروسية.
يختلف القوميون الألمان ومعادون السامية عن «ألمانيا الكبرى». اجتمعوا في الإمبراطورية الألمانية في رابطة عموم ألمانيا وفي النمسا في رابطة عموم ألمانيا في تسعينيات القرن التاسع عشر.